# Burg Hochbiedeck
Die Burg Hochbiedeck, auch Hochbideck und Hochbidegg genannt, ist eine abgegangene Höhenburg auf dem Imenberg bei 628,3 m ü. NN über der Einmündung des Zellertales in das Echaztal bei dem Ortsteil Unterhausen der Gemeinde Lichtenstein im Landkreis Reutlingen in Baden-Württemberg.
Die Burg wurde im 13. Jahrhundert von den Herren von Greifenstein erbaut und im Reichskrieg (1311–1312) im Jahr 1311 durch die Reichsstadt Reutlingen zerstört.
Von der ehemaligen kleinen Burganlage auf einem schmalen Grat mit zwei Gräben sind nur noch Grabenreste erhalten.